# Lista de episódios de Dallas
Abaixo, uma lista dos episódios da série de TV norte-americana Dallas.
No Brasil, o lançamento dos episódios da série em DVD dividiu os episódios da primeira temporada em duas partes. Os cinco primeiros foram lançados como sendo a "primeira temporada", e os restantes como a "segunda temporada".

## 1ª temporada
| Nº do Episódio | Título |  |  |  |  |
| 1.01           | A Filha de Digger |  |  |  |  |
| 1.01           | Episódio piloto. Bobby, o filho mais novo da família Ewing, chega de uma viagem casado com Pamela Barnes, filha do maior inimigo de seu pai, Jock. Isso é motivo de preocupação para o mau-caráter J.R., seu irmão mais velho, que arma um plano para acabar com o casamento. Mas ele vai descobrir que Pamela não é tão boba quanto pensava.                |  |  |  |  |
|                | |  |  |  |  |
| 1.02           | A Lição |  |  |  |  |
| 1.02           | Lucy, assim como sua família, não está convencida que o casamento de Bobby e Pamela vá durar muito. Ela tenta de todas as formas amedrontar a esposa de seu tio para que ela vá embora de Southfork. Mas Pamela tenta reverter a situação. |  |  |  |  |
|                | |  |  |  |  |
| 1.03           | Uma Espiã na Casa |  |  |  |  |
| 1.03           | Importantes documentos somem do arquivo vermelho da Ewing Oil e vão parar nas mãos de Cliff Barnes, inimigo dos Ewing... e irmão de Pamela. É o que J.R. precisava para fazer sua família se voltar contra a moça, que desconfia dela. |  |  |  |  |
|                | |  |  |  |  |
| 1.04           | Ventos de Vingança |  |  |  |  |
| 1.04           | J.R. esquece seu cartão na cama de uma de suas amantes. Quando o marido dela descobre, parte com o cunhado para Southfork e faz J.R., Ray e as mulheres Ewing de reféns. Resta saber se Jock e Bobby vão conseguir chegar a tempo para impedir uma tragédia.                                                                                                 |  |  |  |  |
|                | |  |  |  |  |
| 1.05           | Churrasco |  |  |  |  |
| 1.05           | No dia de um grande churrasco em Southfork, Pamela descobre que está grávida. A notícia cai como uma bomba, de maneiras diferentes, para os Ewings. Jock e Ellie ficam radiantes, mas ele não conta com a presença de Digger em sua casa. Sue Ellen se revolta por não ser quem vai dar este neto a Jock e cai na bebida. Mas quem apronta de verdade é J.R. |  |  |  |  |
|                | |  |  |  |  |
| 1.06           | A Reconciliação - Parte I |  |  |  |  |
| 1.06           | Seja bem-vindo, Gary. Não deixe a porta se fechar na sua cara. Os pais de Lucy - Gary Ewing e sua esposa, Valene - retornam para Southfork, para caírem bem no meio do esquema que J.R. armou para mandá-los para fora do rancho. |  |  |  |  |
|                | |  |  |  |  |
| 1.07           | A Reconciliação - Parte II |  |  |  |  |
| 1.07           | J.R. dá uma força para Gary nos negócios - é para isso que serve a família, certo? É tudo parte de um esquema para mandar seu irmão para fora da cidade. Digger não reconhece Pam porque ela se casou com Bobby. |  |  |  |  |
|                | |  |  |  |  |
| 1.08           | O Infarto |  |  |  |  |
| 1.08           | A crise cardíaca de Jock traz algumas perspectivas milionárias para alguns dos Ewings. Mas o coração de J.R. está bom como sempre, pronto para ajudá-lo a manipular os eventos na Ewing Oil a seu favor. |  |  |  |  |
|                | |  |  |  |  |
| 1.09           | Velhos Conhecidos |  |  |  |  |
| 1.09           | Uma velha paixão de Bobby, Jenna, está de volta, dando à Pam muitas razões para desconfiar se as coisas realmente acabaram entre eles. E também dá à J.R. uma excelente oportunidade de tentar se livrar de Pamela de uma vez por todas. |  |  |  |  |
|                | |  |  |  |  |
| 1.10           | Bebê de Mercado Negro |  |  |  |  |
| 1.10           | O dinheiro não pode comprar amor, mas talvez consiga um bela oferta por um bebê para Sue Ellen. Ávida para providenciar um herdeiro, ela secretamente concorda em encomendar uma criança de uma jovem mãe grávida. |  |  |  |  |
|                | |  |  |  |  |
| 1.11           | Casamento Duplo |  |  |  |  |
| 1.11           | Uma coisa Pamela nunca contou a Bobby: ela já foi casada! Seu ex-marido aparece do nada alegando que o casamento deles nunca foi legalmente encerrado - uma situação comprometedora que serve sob medida para os interesses de J.R. |  |  |  |  |
|                | |  |  |  |  |
| 1.12           | Fugitiva |  |  |  |  |
| 1.12           | Chateada por sua mãe ter sido barrada em sua festa de aniversário, Lucy deixa Southfork e, acidentalmente, se torna cúmplice e refém de um criminoso condenado. |  |  |  |  |
|                | |  |  |  |  |
| 1.13           | A Eleição |  |  |  |  |
| 1.13           | Cresce a rixa entre Pamela e J.R. Enquanto ela tenta ajudar a campanha eleitoral de seu irmão, Cliff, J.R. cria uma campanha de difamação, que tem como tema a vida sexual de Cliff. |  |  |  |  |
|                | |  |  |  |  |
| 1.14           | Sobrevivência |  |  |  |  |
| 1.14           | J.R. e Bobby lutam pela sobrevivência depois que o avião deles faz uma aterrissagem forçada em um pântano. Enquanto isso, as mulheres Ewing agarram-se à esperança de encontrá-los vivos. O que seria da vida sem dois titãs do petróleo? |  |  |  |  |
|                | |  |  |  |  |
| 1.15           | Um Ato de Amor |  |  |  |  |
| 1.15           | O herdeiro Ewing é um Ewing? Sue Ellen encontra Cliff Barnes com bastante freqüência enquanto J.R. está longe, mas isso pode significar que Cliff é o pai do ainda não nascido herdeiro dos Ewing? |  |  |  |  |
|                | |  |  |  |  |
| 1.16           | Triângulo |  |  |  |  |
| 1.16           | Três é demais. Ray fica de cabeça-quente e quer vingança depois que flagra J.R. paquerando seu interesse amoroso, uma cantora de country. Lucy planeja us sua influência como uma Ewing para bancar sua carreira como cantora. |  |  |  |  |
|                | |  |  |  |  |
| 1.17           | Queda do Ídolo |  |  |  |  |
| 1.17           | O negócio da América são os negócios. Os negócios dos Ewings são gerar mais negócios. Bobby monta uma empresa com um colega de faculdade. Seu primeiro grande projeto é construir um grande shopping... Bem em Southfork. |  |  |  |  |
|                | |  |  |  |  |
| 1.18           | Raptado |  |  |  |  |
| 1.18           | Seqüestrar J.R., pegar o dinheiro do resgate e se transformar automaticamente em milionário: o que poderia dar errado? A resposta é clara quando os seqüestradores acidentalmente pegam Bobby e, subseqüentemente, encaram os esforços de J.R. para reaver o irmão.                                                                                          |  |  |  |  |
|                | |  |  |  |  |
| 1.19           | De Volta ao Lar |  |  |  |  |
| 1.19           | Olá, Garrisson. Adeus, herança? O veneno de J.R. chega ao mais alto nível quando Garrisson, o irmão supostamente falecido de Ellie e herdeiro direto a Southfork, chega ao rancho. |  |  |  |  |
|                | |  |  |  |  |
| 1.20           | Por Amor ou Por Dinheiro |  |  |  |  |
| 1.20           | Está acabado. Tempo de começar uma nova vida. Os atos de J.R. levam Sue Ellen a se mudar para a casa de sua mãe - e outra vez conseguir consolo (e talvez um pouco de vingança) nos braços do homem que J.R. mais odeia. |  |  |  |  |
|                | |  |  |  |  |
| 1.21           | O Retorno de Julie |  |  |  |  |
| 1.21           | A família de Jock o trata como se fosse um inválido. Sua ex-secretária, Julie, o trata como amigo. Mas há suspeitas sobre esta relação, porque como os muitos segredos da companhia que Julie conhece, muito mais do que amizade está em jogo. |  |  |  |  |
|                | |  |  |  |  |
| 1.22           | Arquivo Vermelho - Parte I |  |  |  |  |
| 1.22           | Julie sabe onde os esqueletos da Ewing Oil estão escondidos e ela quer compartilhar esta informação com Cliff. Mas Julie acaba tragicamente morta. E J.R. torce os fatos de modo a parecer que Cliff a matou. |  |  |  |  |
|                | |  |  |  |  |
| 1.23           | Arquivo Vermelho - Parte II |  |  |  |  |
| 1.23           | Pamela, convencida de que J.R. tramou contra seu irmão, deixa Southfork. J.R. deve estar feliz com isso. Mas Julie deixou para a posteridade um envelope e uma chave que podem desmascarar o mundo perfeito construído por J.R. |  |  |  |  |
|                | |  |  |  |  |
| 1.24           | A Irmã de Sue Ellen |  |  |  |  |
| 1.24           | Com Pam teimando em não retornar para Southfork, a irmã espertalhona de Sue Ellen lança seus encantos para tentar conquistar Bobby. O romance será doloroso para Pam. Sendo assim, naturalmente, J.R. o aprova. |  |  |  |  |
|                | |  |  |  |  |
| 1.25           | Garota de Programa |  |  |  |  |
| 1.25           | J.R. trabalha nos bastidores para capturar uma foto de Pamela onde ela pareça estar traindo Bobby. Mas o falso escândalo que ele espera que divida o casal para sempre, os aproxima ainda mais. |  |  |  |  |
|                | |  |  |  |  |
| 1.26           | Núpcias Reais |  |  |  |  |
| 1.26           | O noivado de Lucy com um herdeiro de companhia petrolífera desperta o interesse de J.R. para um bom negócio - mesmo que ele conheça um segredo que irá ruir com a felicidade do jovem casal. |  |  |  |  |
|                | |  |  |  |  |
| 1.27           | Estranhos |  |  |  |  |
| 1.27           | Ray dedicou boa parte de sua vida à família Ewing. Mas agora ele está apaixonado. E o fato de a mulher que ele ama ser esposa de um poderoso político ao qual J.R. quer se aliar, não o impedirá de buscar a felicidade. |  |  |  |  |
|                | |  |  |  |  |
| 1.28           | John Ewing III - Parte I |  |  |  |  |
| 1.28           | Lucy está tomando pílulas. Sue Ellen está secando as garrafas. Bobby tenta ajudar Lucy a enfrentar seus próprios demônios. Mas J.R. toma atitude mais drástica, internando sua esposa grávida em um sanatório. |  |  |  |  |
|                | |  |  |  |  |
| 1.29           | John Ewing III - Parte II |  |  |  |  |
| 1.29           | Sue Ellen usa um pouco do dinheiro dos Ewing para trazer bebida para o sanatório. Ela foge de lá, sofre um acidente de carro e agora deve parir seu filho prematuramente. Apenas tempo e fé dirão se mãe e filho sobreviverão. |  |  |  |  |

## 2ª temporada
| Nº do Episódio | Título |  |  |  |  |
| 2.01           | O Que Aconteceu ao Pequeno John? - Parte I |  |  |  |  |
| 2.01           | Depois de um difícil parto que mexeu com todos os Ewings, Sue Ellen retorna para casa, muito diferente e com um estranho e frio comportamento. Mas uma bomba acontece: o bebê John é seqüestrado no hospital. |  |  |  |  |
|                | |  |  |  |  |
| 2.02           | O Que Aconteceu ao Pequeno John? - Parte II |  |  |  |  |
| 2.02           | J.R. está decidido a recuperar o bebê. A imprensa e os telejornais do país se voltam todos para os Ewing. Sue Ellen parece não se importar com o que está acontecendo. Mas Bobby, Pam e Cliff acabam solucionando o dilema. |  |  |  |  |
|                | |  |  |  |  |
| 2.03           | Matador Silencioso |  |  |  |  |
| 2.03           | Pamela está completamente apegada ao bebê John. Mas acaba descobrindo que ela e Cliff possuem uma doença genética que pode ocasionar problemas aos seus futuros filhos... e ao bebê de Sue Ellen. |  |  |  |  |
|                | |  |  |  |  |
| 2.04           | Segredos |  |  |  |  |
| 2.04           | Pamela descobre que está grávida, mas decide não contar a Bobby. |  |  |  |  |
|                | |  |  |  |  |
| 2.05           | A Questão Kristin |  |  |  |  |
| 2.05           | Ellie começa a fazer vários exames e se preocupa com a saúde. J.R. está cada vez mais próximo da irmã de sua esposa. Será que nascerá alguma relação entre ele e Kristin? |  |  |  |  |
|                | |  |  |  |  |
| 2.06           | A Caçada |  |  |  |  |
| 2.06           | Para tirar Jock um pouco de casa, Ellie dá a idéia dele caçar com os filhos. Ele parte com Bobby, J.R. e Ray para um lugar onde costumavam caçar antigamente. Mas Jock terá uma ingrata surpresa no local. |  |  |  |  |
|                | |  |  |  |  |
| 2.07           | A Perda do Bebê |  |  |  |  |
| 2.07           | Sue Ellen continua não dando atenção ao bebê John e cada vez mais frágil. Com a proximidade de Pam ao bebê, Bobby fica amigo de Luke, um garotinho de nove anos que chega a Southfork com o pai. Só que Pam acaba perdendo o bebê. |  |  |  |  |
|                | |  |  |  |  |
| 2.08           | Rodeio |  |  |  |  |
| 2.08           | Festa em Southfork: o dia do tradicional Rodeio Anual Ewing chegou. Enquanto J.R. arma um plano com Kristin e Alan Beam que pode tirar Cliff de seu cargo, Sue Ellen se aproxima de Dusty, um peão, o que não agrada a seu marido. |  |  |  |  |
|                | |  |  |  |  |
| 2.09           | Mastectomia - Parte I |  |  |  |  |
| 2.09           | Ellie descobre que tem cancer de mama e decide fazer uma cirurgia de retirada do seio. Jock revela que já foi casado anteriormente, e que se divorciou ao descobrir que sua esposa tinha uma doença mental. Agora, uma terrivel duvida paira sob a cabeça de Elie: Jock a abandonará se souber de sua doença?                                                                          |  |  |  |  |
| 2.10           | Mastectomia - Parte II |  |  |  |  |
| 2.10           | Após a cirurgia, Elie fica insegura que Jock perca o desejo por ela e a abandone como fez com Amanda, e busca refugio na amizade de Digger. Lucy fica preocupada com a possibilade de também ficar doente. |  |  |  |  |
|                | |  |  |  |  |
| 2.11           | A Herdeira |  |  |  |  |
| 2.11           | Lucy começa a sair com Alan Bean, após presenciar uma discussão entre ele e JR no dia do aniversário de Jock. Mas o segredo de que Alan, na verdade, trabalha para JR está prestes a ser desvendado quando a loira flagra os dois conversando. Agora, JR usará toda sua astúcia para sair desta situação.                                                                              |  |  |  |  |
|                | |  |  |  |  |
| 2.12           | Elie Salva o Dia |  |  |  |  |
| 2.12           | JR hipotecou Southfork para realizar um milionário negócio na Ásia, mas quando o negócio afunda, os Ewings se vem muito perto de perder seu unico lar. |  |  |  |  |
|                | |  |  |  |  |
| 2.13           | A Mãe do Ano |  |  |  |  |
| 2.13           | Todas as noites tem sido iguais em Southfork, Pámela acorda para atender ao choro de Jonh Ross enquanto Sue Ellen mostra total indiferença com o menino. Cliff tem uma seria discussão com Sue Ellen sobre o modo como ela trata o bebê. O negócio da Ásia finalmente dá certo, salvando os Ewings da ruina. E Sue Ellen finalmente vence seu bloqueio sentimental e aceita Jonh Ross. |  |  |  |  |
|                | |  |  |  |  |
| 2.14           | Compromissos Renovados |  |  |  |  |
| 2.14           | Elie está deprimida com a data de aniversário de seu filho Gary, o que ela não sabe é que ele está vivendo em Dallas com Valene e os dois fazem planos para se casarem novamente. Durante uma viagem com JR, Kristin reencontra um antigo namorado. Ao final, Gary e Val se casam e se mudam para a California.                                                                        |  |  |  |  |
|                | |  |  |  |  |
| 2.15           | Amor e Casamento |  |  |  |  |
| 2.15           | Bobby fica feliz ao ir até o quarto de Jonh Ross e ver Sue Ellen com o menino, mas não tão feliz ao ver o quanto Pam está se dedicando ao seu trabalho na loja. Percebendo a crise no casamento de seu irmão, JR arma para que ela seja promovida, o que significa mais trabalho e problemas. Ray reencontra Donna, agora viúva.                                                       |  |  |  |  |
|                | |  |  |  |  |
| 2.16           | Jogo de Poder |  |  |  |  |
| 2.16           | |  |  |  |  |
|                | |  |  |  |  |
| 2.17           | Investigação de Paternidade |  |  |  |  |
| 2.17           | Após descobrir que JR foi o responsável pelo fracasso de sua campanha política, Cliff resolve se vingar alegando publicamente ser o verdadeiro pai de Jonh Ross... |  |  |  |  |
|                | |  |  |  |  |
| 2.18           | O Retorno de Jenna |  |  |  |  |
| 2.18           | Quando vai levar Pam ao aeroporto para mais uma vigaem de negócios Bobby reencontra Jenna Wade, sua ex-namorada, e o menor dos Ewings carente afetivamente e cansado da ausência de Pamela aceita levá-la ao seu apartamento. Isso reacenderá velhas paixões? |  |  |  |  |
|                | |  |  |  |  |
| 2.19           | A Escolha de Sue Ellen |  |  |  |  |
| 2.19           | A volta de Pam de viagem provoca um enfrentamento entre ela e Jenna pelo amor de Bobby. E Sue Ellen se vê divida ante a proposta de casamento de Dusty: O que ela deve fazer? Casar-se com Dusty e perder seu filho ou ficar com o filho e perder seu grande amor? |  |  |  |  |
|                | |  |  |  |  |
| 2.20           | Duvidas |  |  |  |  |
| 2.20           | Ao perceber que Alan pretende morar com Lucy em Southfork após o casamento, JR arma mais uma de suas arapucas para convencer a loira a desistir do matrimonio. Ao mesmo tempo, convence Ray que ele e Donna não pertencem ao mesmo mundo, fazendo o vaqueiro dar por terminada sua relação.                                                                                            |  |  |  |  |
|                | |  |  |  |  |
| 2.21           | Divorcio Ao Estilo Ewing |  |  |  |  |
| 2.21           | Temendo que Sue Ellen lhe tire a guarda de Jonh Ross, JR planeja enviar a esposa de volta ao sanatório o mais depressa porssivel. E com a ajuda de Kristin traça um plano para que todos pensem que ela voltou a beber. |  |  |  |  |
|                | |  |  |  |  |
|                | |  |  |  |  |
| 2.22           | O Julgamento de Jock - Parte I |  |  |  |  |
| 2.22           | Cliff planeja usar seu novo cargo de ajudante fiscal para prejudicar os Ewings, e em sua empreitada descobre enterrado em Southfork, o cadaver de um ex-capataz do rancho e tudo indica que Jock o matou. Sue Ellen volta a beber após ver na TV a noticia do acidente com o avião de Dusty.                                                                                           |  |  |  |  |
|                | |  |  |  |  |
|                | |  |  |  |  |
| 2.23           | O Julgamento de Jock - Parte II |  |  |  |  |
| 2.23           | Jock esrtá preocvupado com as provas que Cliff pode apresentar contra ele no julgamento. Mas o inesperado é que a luz para os problemas de Jock pode vir de onde menos se espera: De Digger. Antes de morrer, o velho Barnes confessa que matou Hutch, ao descobrir que ele era amante de sua mulher, Rebeca, e verdadeiro pai de Pámela!                                              |  |  |  |  |
|                | |  |  |  |  |
|                | |  |  |  |  |
| 2.24           | O Negociante Astuto |  |  |  |  |
| 2.24           | JR arma um plano para vender seus poços na Ásia o mais depressa possível, ao saber que eles serão nacionalizados. Jock e Elie vão visitar Amanda no sanatório, ela não reconhece Jock, mas pensa que Bobby é seu marido. Ao final, JR vende os poços para os membros do cartel e acaba adquirindo neles perigosos inimigos.                                                            |  |  |  |  |
|                | |  |  |  |  |
|                | |  |  |  |  |
| 2.25           | A Casa Dividida |  |  |  |  |
| 2.25           | O mundo está contra JR. Após diversas trapaças, traições e negocios ilicitos, JR consegue uma lista interminável deinimigos que fariam de tudo para vê-lo morto. |  |  |  |  |

## 3ª temporada
| Nº do Episódio | Título |  |  |  |  |
| 3.01           | não mais cara senhor simpatico,parte 1 |  |  |  |  |
| 3.01           | Uma faxineira descobre J.R. desmaiado no chão de seu escritório. Ele é levado ao hospital, próximo à morte. A família Ewing recompõe-se para esperar por novidades de seu destino, enquanto a polícia procura por pistas e suspeitos do tiroteio. A família tem esperanças que J.R. volte à consciência e seja capaz de jogar alguma luz na identidade de seu agressor. |  |  |  |  |
|                | |  |  |  |  |
| 3.02           | não mais cara senhor simpatico,parte final |  |  |  |  |
| 3.02           | Enquanto J.R. passa por sua segunda operação, Bobby toma conta de Ewing Oil com a benção de Jock. Sue Ellen tenta lutar com a culpa que a faz acreditar que ela atirou em seu marido em um ataque de raiva enquanto estava bêbada. Alan Beam é trazido de volta à Dallas pela polícia. Cliff é levado em custódia quando uma arma de fogo é encontrada em seu apartamento. Marilee Stone entra com um processo multimilionário contra os Ewings. Lucy encontra um estudante de medicina pobre que resiste aos seus avanços. |  |  |  |  |
|                | |  |  |  |  |
| 3.03           | pesadelo |  |  |  |  |
| 3.03           | J.R. luta para superar o desamparo de sua paralisia. Jock encontra a arma que foi usada para atirar em J.R., e evidências apontam para algum parente imediato. Sue Ellen tenta lidar com seus pesadelos contínuos que indicam que ela é quem atirou no seu marido. O poder de J.R. é sentido em Dallas quando Cliff é suspenso de seu emprego e Bobby se frustra em seus esforços para administrar Ewing Oil. Sue Ellen é presa por conta do tiro em J.R. quando suas digitais são encontradas na arma que Jock encontrou. |  |  |  |  |
|                | |  |  |  |  |
| 3.04           | quem faz isso |  |  |  |  |
| 3.04           | Sue Ellen fica devastada quando os Ewings a abandonam, deixando-a para apodrecer na cadeia. Depois que a fiança é paga misteriosamente vinda de uma fonte anônima, Sue Ellen procura refúgio de Kristin. Ela então tenta encontrar respostas através de sessões de hipnose com seu psicanalista, Dr. Elby. Essas sessões levam à resposta de quem atirou em J.R. |  |  |  |  |
|                | |  |  |  |  |
| 3.05           | sabor do sucesso |  |  |  |  |
| 3.05           | Quando Kristin anuncia que ela está carregando o bebê de J.R. vindo de seu caso, ele cuida para que todas as acusações contra ela sejam retiradas e ela vai para a Califórnia ter o bebê escondida enquanto recebe pagamentos regulares de J.R.. Bobby, novo presidente da Ewing Oil, descobre que o poder é intoxicante, o que deixa Pamela e J.R. apreensivos. Bobby trabalha duro para comprar uma refinaria de óleo - algo que Jock sempre quis e que J.R. nunca conseguiu. Quando J.R. descobre as intenções de seu irmão, ele tenta sabotar seus planos, o que leva a uma inevitável briga entre os irmãos. |  |  |  |  |
|                | |  |  |  |  |
| 3.06           | a ligação venezuelana |  |  |  |  |
| 3.06           | O conflito entre J.R. e Bobby aumenta quando Bobby se recusa a renunciar a presidência da Ewing Oil. Jock se encontra no meio do conflito entre seus dois filhos. Bobby parece estar fazendo um trabalho melhor pela Ewing Oil, até mesmo um trato para óleo venezuelano para a nova refinaria. Pam continua em busca de sua mãe. Lucy apresenta Mitch aos seus amigos com resultados desastrosos. |  |  |  |  |
|                | |  |  |  |  |
| 3.07           | o quinto filho mais novo |  |  |  |  |
| 3.07           | O afundamento de um tanque de óleo e a perda de 600 mil galões de óleo cru deixa J.R. extasiado, mas para Bobby, é apenas um inconveniente. Ele então descobre que o óleo não estava assegurado e a perda poderia superar 18 milhões de dólares para a Ewing Oil. Ray recebe um convidado nada bem-vindo, seu pai, o qual ele não ouvia falar desde que era criança. Amos Krebbs recebe notícias perturbadoras para toda a família Ewing: o pai biológico de Ray é Jock Ewing! |  |  |  |  |
|                | |  |  |  |  |
| 3.08           | problemas em ewing 23 |  |  |  |  |
| 3.08           | Um chantagista, ameaçando explodir Ewing 23, dá a J.R. a oportunidade para deter seu declínio na companhia e na família passando por cima de Bobby. Ray tem que aceitar sua nova identidade e encarar o fato de que ele pode estar perdendo Donna para Cliff. |  |  |  |  |
|                | |  |  |  |  |
| 3.09           | a mãe prodigo |  |  |  |  |
| 3.09           | Pamela acredita que ela finalmente encontrou sua mãe. Lucy pede Mitch em casamento. J.R. se aproxima do que ele acreditar ser a fraqueza de seu irmão na administração da Ewing Oil. A mulher que Pam acreditar ser sua mãe quebra todas as suas esperanças para uma reconciliação e Pam abandona sua busca. Lucy e Mitch desafiam todas as encruzilhadas em seu romance. J.R. entra em um esquema, pretendendo colocar Bobby em problemas com o pai. |  |  |  |  |
|                | |  |  |  |  |
| 3.10           | mulher execultiva |  |  |  |  |
| 3.10           | J.R. rapidamente encoraja Jock a fechar um negócio, plenamente consciente que o contrato irá conflitar com os planos de investimento de seu irmão e deixará Ewing Oil com um sério problema de fluxo de caixa. Pam, sentindo que ela está em um pobre segundo lugar em detrimento do trabalho de seu marido, recebe a atenção desejada quando ela conhece Alex Ward. Lucy faz um anúncio que é incômodo para o clã Ewing. |  |  |  |  |
|                | |  |  |  |  |
| 3.11           | final do caminho |  |  |  |  |
| 3.11           | J.R. capitaliza rapidamente as quebras nas ações de Bobby. A irmã e a mãe de Mitch chegam para o casamento que está por vir, de Lucy e Mitch e J.R. se interessa imediatamente na irmã, Afton, o que preocupa Sue Ellen. Bobby se encontra em uma posição difícil depois que ele entra em um acordo de perfuração de óleo que colocará a companhia de volta em bons termos com o cartel, apesar de saber que Jock já investiu o capital no desenvolvimento da terra. J.R. se delicia com o problema no qual seu irmão colocou a companhia e cria um esquema para arruinar a imagem de Bobby para seu pai. |  |  |  |  |
|                | |  |  |  |  |
| 3.12           | a caminhado ao finlimente,o final |  |  |  |  |
| 3.12           | Eventos ocorridos no casamento de Lucy e Mitch em Southfork tem mais impacto na família Ewing do que aparentam aos convidados. Sue Ellen descobre que J.R. está ficando muito amigável com Afton e consequentemente faz seu próprio jogo com um antigo namorado. J.R. não está tão feliz quanto esperava quando Bobby renuncia à presidência da empresa. Miss Ellie choca Jock acusando-o de comportar-se de uma forma que ela nunca poderá perdoar. |  |  |  |  |
|                | |  |  |  |  |
| 3.13           | fazendo um presidente |  |  |  |  |
| 3.13           | J.R. pode ter encontrado seu par em Leslie Stewart, uma relações pública altamente pressionada que ele contrata para melhorar sua imagem danificada enquanto ele retoma as rédeas da Ewing Oil. A prospecção de uma imagem nacional como o "homem de negócios americano" é atrativa para J.R., mas ainda mais para Leslie, que propõe trabalhar em substituir seus chifres por uma auréola. J.R. está confuso com as ações de Bobby depois de desistir da presidência da companhia, assim como Pam, que Sue Ellen descobre que está tendo encontros com Alex. Em Southfork, a frieza prevalece já que Miss Ellie está irredutível em perdoar Jock por sua parte nos eventos recentes da família Ewing. |  |  |  |  |
|                | |  |  |  |  |
| 3.13           | Vamos Inciar uma Revolução? |  |  |  |  |
| 3.13           | J.R. caminha para re-estabelecer seu poder e melhorar sua fortuna, mesmo se isso significar refazer a história e violar leis de terra. Sua campanha por poder o põe totalmente sobre a influência de Leslie que, para sua frustração, o mantém em rédeas curtas. Ele também vai em frente com seu plano de derrubar o governo que confiscou seus campos estrangeiros de óleo mesmo que isso possa o levar à prisão se ele for pego. A ambição de Bobby de comprar uma companhia de energia solar novamente o afasta de Pam. Sue Ellen combate Leslie ao retomar uma antiga amizade com Clint Ogden. Cliff se desaponta com Donna. Miss Ellie ainda está magoada pela influência de Ray em Jock. |  |  |  |  |
|                | |  |  |  |  |
| 3.14           | a busca |  |  |  |  |
| 3.14           | As ações de J.R. afetam as vidas de Bobby, Pam, Cliff, Donna e Ray. Sua influência parece não ter limites enquanto ele trabalha para assegurar que Cliff não seja escolhido para concorrer à secretária pública. Quando seus planos ricocheteiam em Bobby e Pam, ele está ainda mais satisfeito ao que sua sorte lhe trouxe, o que inclui uma promessa implícita à Leslie. Sue Ellen não consegue fazer com que ninguém acredite que ela está sendo seguida e J.R. pouco se importa. Ela então resolve o assunto por suas próprias mãos, o que resulta numa revelação chocante. |  |  |  |  |
|                | |  |  |  |  |
| 3.15           | A Volta do Amor |  |  |  |  |
| 3.15           | Sue Ellen está pasmada ao descobrir que Dusty Farlow ainda está vivo mas não quer retomar seu antigo relacionamento. Luck parece seguir J.R. enquanto seu acordo estrangeiro traz o cartel de volta à Ewing Oil. Jock tem uma surpresa para a família. Donna e Ray se reunem e planejam se casar. Mitch descobre que Lucy estava mentindo para ele. |  |  |  |  |
|                | |  |  |  |  |
| 3.16           | A Nova Srª Ewing |  |  |  |  |
| 3.16           | Donna se torna a nova Senhora Ewing quando ela e Ray se casam. A felicidade do casal não se reflete no resto da família enquanto a guerra fria entre Jock e Miss Ellie aumenta. Bobby forma uma nova aliança com Cliff, mas seu crescente ciúmes sobre Pam o compele a confrontar Alex Ward. Lucy está feliz em ganhar o título de "Miss Young Dallas" o que novamente faz Mitch se sentir inferior. Leslie sucede em construir uma brecha entre J.R. e o cartel para suas próprias ambições. |  |  |  |  |
|                | |  |  |  |  |
| 3.17           | Marca de Caim |  |  |  |  |
| 3.17           | J.R. sucumbe aos planos de Leslie, que agora sabe que ela tem o cabeça da Ewing Oil exatamente onde ela quer. Bobby se encontra entre a briga de Jock e Miss Ellie. Ele é posto na mesma posição desconfortável enquanto toma seu novo lugar no Comitê do Senado que decidirá o futuro de Takapa. Pam entra numa nova fase do relacionamento dela a mãe de Cliff. Sue Ellen continua a procurar confronto com Clint. Lucy, a nova "Miss Young Dallas", faz a vida de Mitch muito difícil. |  |  |  |  |
|                | |  |  |  |  |
| 3.18           | A Separação |  |  |  |  |
| 3.18           | Desacordo corre na cabeça do clã Ewing quando Jock ameaça vender a companhia se Miss Ellie se divorciar dele. Jock e Ellie se tornam ainda mais enraivecidos quando desocbrem que Bobby está no Comitê do Senado que investiga o projeto de desenvolvimento de Takapa. A carreira de Lucy como "Miss Young Dallas" está criando uma brecha no seu casamento. Cliff começa a suspeitar do envolvimento de J.R. no escândalo asiático. Pam avisa a mãe de Cliff sobre suas intenções. Clint pressiona Sue Ellen a divorciar-se de J.R. |  |  |  |  |
|                | |  |  |  |  |
| 3.19           | Ewing vs. Ewing |  |  |  |  |
| 3.19           | Donna e Ray tentam reconciliar Jock e Miss Ellie, e descobrem que há mais do que descontentamento com o projeto em Takapa. Ellie consulta um advogado de divórcio. J.R. acelera seus esforços para vender Ewing Oil. Os acordos passados de Leslie são revelados quando seu ex-marido aparece em Dallas. Cliff descobre sobre sua mãe por Pam. Bobby espanta todos nas sessões do Senado em Takapa. Enquanto isso, as diferenças entre Mitch e Lucy aumentam. |  |  |  |  |
|                | |  |  |  |  |
| 3.20           | Recomeço |  |  |  |  |
| 3.20           | A reconciliação de Jock e Miss Ellie resulta numa segunda lua-de-mel para eles, mas atrasa o esquema de J.R. de vender Ewing Oil. A Estrela do Óleo no Oeste Jeremy Wendell planeja vingança contra J.R. por renegar seu acordo. Donna ameaça J.R. depois que ele faz com que Ray tenha uma briga com a família. Sue Ellen encontra a esposa de Cliff. Leslie ganha aplausos de seu ex-marido por manipular J.R. Cliff vacila sobre conhecer sua mãe e de Pam. Um momento de paz para Sue Ellen e J.R. é quebrado pela notícia de que Kristin deu à luz um menino. (Esse episódio marca a última aparição de Jock Ewing pelo ator Jim Davis que faleceu em 26 de abril de 1981) |  |  |  |  |
|                | |  |  |  |  |
| 3.21           | circulo completo |  |  |  |  |
| 3.21           | Kristin retorna e revela outro esquema. Sue Ellen encontra Dusty de novo. Lucy se muda. Cliff usa a ajuda da Estrela do Oeste para construir evidências contra J.R. e as entrega ao Comitê do Senado de Bobby. J.R. tem uma reunião com um advogado sobre ganhar custódia de John Ross. Rebecca e Cliff se encontram, enfim. |  |  |  |  |
|                | |  |  |  |  |
| 3.22           | portão ewing |  |  |  |  |
| 3.22           | J.R. faz um campo de segurança para segurar a imprensa de Southfork devido aos eventos recentes da investigação em andamento. Kristin vem à Ewing Oil e pede mais dinheiro à J.R., ameaçando causar um escândalo entre os Ewings se ele não pagar. Sue Ellen tenta tirar John Ross de Southfork, mas J.R. a captura e o traz de volta, ameaçando matar Sue Ellen se ela tentar roubá-lo de novo. Pam testemunha isso e J.R. ameaça destruí-la se ela não sair do caminho. O Comitê do Senado inocentar J.R. e Ewing Oil depois que J.R. encontra as evidências que o Senado tinha contra ele. Kristin liga para alguém na Califórnia e diz que uma certa pessoa está pagando para silenciá-la. Sue Ellen pede a Pam que sequestre John Ross e o traga a ela. J.R. descobre e manda seus seguranças o encontrarem. Cliff chega em Southfork naquela noite e vê o corpo de uma mulher boiando na piscina. Ele pula para descobri-la morta e vê J.R. olhando da sacada quebrada. |  |  |  |  |

## 4ªtemporada
| Nº do episodio | ' titulo |
| 4.01           | faltando herdeiro |
| 4.01           | A identidade da mulher morta boiando na piscina é revelado para ser Kristin. The Cliff questão de polícia e JR, que se acusam mutuamente de assassinar Kristin: Cliff diz ele figura JR empurrou sobre a varanda para a piscina; JR diz que ele saiu para a varanda e viu Cliff tentando afogá-la. JR revela a Bobby que Pam levou John Ross para Abilene e deu-lhe a Sue Ellen. Sue Ellen está agora a viver com Dusty e seu pai Clayton na Fazenda Cruzeiro do Sul com John Ross. Xerife Washburn diz JR que o ADA Dallas contou a ele sobre o negócio que foi cortada quando Kristin admitiu ter atirado nele e ele descobre que JR teve o melhor motivo para querer Kristin mortos. |

## 5ª temporada
| Nº do episodio | titulo' |
| 5.01           | mudança da guarda |
| 5.01           | JR é o foco da ira de todos no Southfork quando ele é culpado pelos Ewings outros, bem como Afton e Rebecca, para a condução Cliff a tentar o suicídio. Bobby tem suas próprias razões para estar furioso com JR depois de ser chantageada por ele sobre a filiação de Christopher. Lucy tem suas próprias preocupações como ela espera que os resultados do seu teste de gravidez. Miss Ellie quer JR-se como presidente do Petróleo Ewing. JR atende Holly Harwood e secretamente compra de 25% da sua empresa, um oleo Harwood. |